# La Sierpe (Castille-et-León)
La Sierpe est une commune de la province de Salamanque dans la communauté autonome de Castille-et-León en Espagne.